# Broderus Pauli

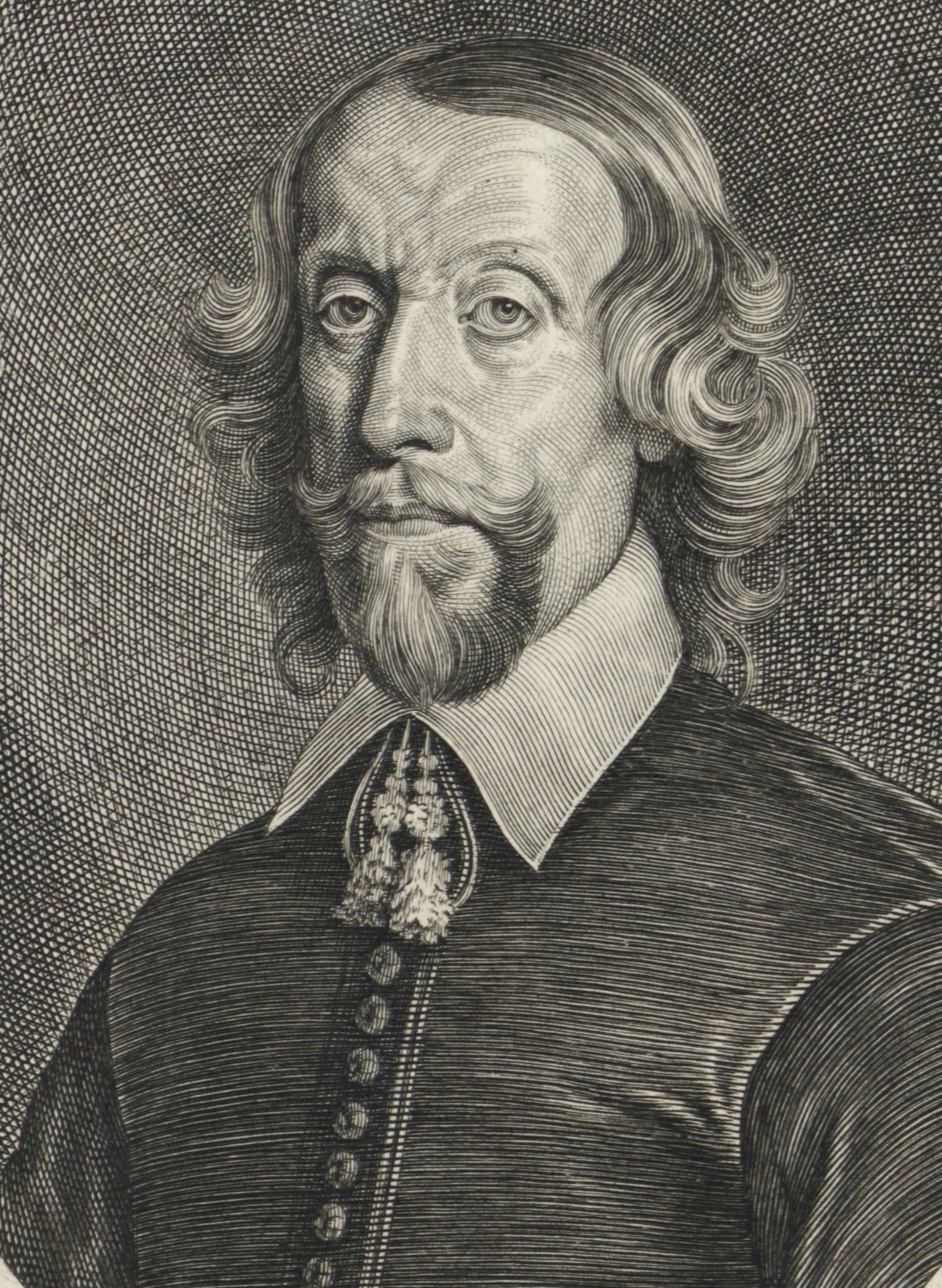
Broderus Pauli, Kupferstich von Pieter de Jode der Jüngere (1657)

Broderus Pauli (* 1598 in Husum; † 19. Januar 1679 in Hamburg) war ein deutscher Jurist und Bürgermeister der Hansestadt Hamburg.

## Leben
Pauli entstammte einer in Husum ratssässigen Familie. Er studierte Rechtswissenschaften an den Universitäten in Wittenberg, Leipzig, Straßburg und Basel. Nach einer Italienreise wurde er 1629 an der Universität Helmstedt zum Doktor beider Rechte promoviert. Er ließ sich als Advokat erfolgreich in Hamburg nieder und wurde deshalb, wenn auch gegen Widerstand aus der Bürgerschaft, dort 1638 zum Syndicus des Rates der Stadt bestellt. Als solchem wirkte er neben der Prozessvertretung der Stadt beim Reichskammergericht auch an den diplomatischen Gesandtschaften der Stadt mit.
In seine Amtszeit fällt der Kampf Hamburgs um den Status einer Freien Reichsstadt, gegen den sich die Könige von Dänemark und die Herzöge von Schleswig und Holstein weit über seinen Tod hinaus bis zum Gottorper Vertrag (1768) erfolgreich sperrten. Seine Staatsschrift Apologia Hamburgensis führte zur Einziehung seines Besitzes in Dockenhuden und auf der Rückreise von einer Verhandlung auf Schloss Gottorf wurde er in Rendsburg abgefangen und über Monate gefangen gesetzt. Auch bei einer späteren Audienz vor dem dänischen König in Hadersleben widerstand er dem Angebot, in höhere dänische Staatsämter zu wechseln. 1653 verärgerte er den dänischen König Friedrich III. erneut, indem er die Interessen der Hansestadt Hamburg vor dem Reichstag zu Regensburg vertrat. 1670 wurde er im Rat zum Bürgermeister erwählt. Erfolglose weitere Verhandlungen mit dem dänischen König führten zu einem kaiserlichen Verbot solcher direkten Verhandlungen unter Verweis auf die Zuständigkeit des Reichskammergerichts.
Beim Westfälischen Frieden 1648 in Osnabrück wurde Hamburg von dem ebenfalls aus Husum stammenden Syndicus Johannes Christoph Meurer vertreten.

## Schriften
- Apologia Hamburgensis, 1641
- An die Röm: Käys: auch zu Hungarn und Böheimb Königl. Mayt. Allerunterthänigste Höchstnothwendige Anzeig/Ehrerrettung und Bitte. Broderi Pauli I.U.D. Reipubl. Hamburg. Syndici. Contra Johan Timensen/Diffamanten : [Hamburg den 13. Mai Anno 1642.]